# Dominów (powiat świdnicki)
Dominów – wieś w Polsce położona w województwie lubelskim, w powiecie świdnickim, w gminie Mełgiew.
W latach 1975–1998 miejscowość administracyjnie należała do ówczesnego województwa lubelskiego.
Od 17 sierpnia 1877 we wsi znajduje się przystanek kolejowy ówczesnej Kolei Nadwiślańskiej. Wieś posiada także kaplicę i remizę strażacką.
Wieś jest sołectwem w gminie Mełgiew. Według Narodowego Spisu Powszechnego z roku 2011 wieś liczyła 707 mieszkańców.
Wierni Kościoła rzymskokatolickiego należą do parafii św. Wita w Mełgwi.